# Arthroclianthus
Arthroclianthus é um género botânico pertencente à família Fabaceae.